# 金春智子
金春智子（日语：／ Konparu Tomoko，本名：相同，1956年3月13日—），日本女編劇、小說家。出身於奈良縣奈良市。AB型血。她在動畫劇本創作方面有著豐富的職業生涯，很多作品都涉及漫畫家高橋留美子。

## 來歷
金春智子畢業於上智大學外語學院英語系。大學期間曾經成立一個名為「Animedia」的科幻研究會。大學4年級時，她參加了編劇真先開設的劇漫畫原創班，之後又報讀了動畫課程，從而以編劇身份出道。1977年，作為辻真先課程作業提交的電視動畫《一休先生》的劇本得到了認可，經過3個月的修改，以「琉璃壺與一尺木板」的形式播出，此後，她繼續每三個月為《一休和尚》寫作一次，之後成為《花仙子露露》的固定編劇。1983年，金春以小說版《福星小子》作為小說家出道，負責電影動畫版的劇本。除了動畫小說化之外，還有《千金作家春菜之事件簿》系列等利用她出國旅行的嗜好創作的作品。
1984年7月與高屋敷英夫結婚。
高橋留美子因為幫上述金春的《春菜之事件簿》系列繪製了所有封面插圖，另一方面，眾所周知，她們的關係很好，這一點可以從小說版《人魚之森》和《犬夜叉》的事實證明，而這兩部作品並不是金春為主要動畫系列寫的劇本。這歸因於她們都是狂熱的阪神虎球迷似乎也是一個很大的因素。雖然電視動畫《福星小子》全218話中她只寫了其中一話的劇本，但電影版的6部劇本中有4部是她負責的，而且幾乎都是由同一位成員製作。
她與編劇同事高屋敷英夫有短暫的婚姻，但後來離婚。祖父是能樂仕手金春流七十八世的宗家名人金春八條。父親金春欣三也是仕手金春流的能樂師。

## 參加作品
粗體字表示劇本統籌作品。

### 電視動畫
1975年
- 一休和尚（—1982年，編劇）

1979年
- 花仙子露露（—1980年，編劇）

1980年
- 魔法少女拉拉貝爾（—1981年，編劇）
- 漫畫山田君（日语：おじゃまんが山田くん）（編劇）

1981年
- 怪博士與機器娃娃 (1981年版)（—1986年，編劇）
- 新·根性青蛙（—1982年，編劇）
- 福星小子 (1981年版)（—1986年，編劇）

1982年
- 怪博士與機器娃娃 企鵝村英雄傳說（編劇）
- 帕塔里洛（日语：パタリロ!）（—1983年，編劇）
- 魔法公主 明琪桃子（日语：魔法のプリンセス ミンキーモモ）（—1983年，編劇[4]）
- 猿飛小忍者（日语：さすがの猿飛）（—1984年，編劇）
- 忍者男子一平（日语：忍者マン一平）（編劇）

1983年
- 貓♥眼（—1985年，編劇）

1984年
- 玻璃假面 (1984年版)（編劇）
- 魯邦三世 PARTIII（日语：ルパン三世 PARTIII）（—1985年，編劇）

1985年
- 夢幻之星的波坦諾斯（—1986年，編劇）
- 鄰家女孩（—1987年，編劇）
- 搞怪拍檔（編劇）

1986年
- 相聚一刻（—1988年，編劇）
- 甜蜜公主（編劇）
- 楓葉鎮物語（—1987年，編劇）

1987年
- 陽光普照（日语：陽あたり良好!）（—1988年，編劇）
- 淑女小琳!!（日语：レディ!!#レディレディ!!）（—1988年，編劇）

1988年
- 燃燒吧！哥哥（日语：燃える!お兄さん）（編劇）
- 貓咪也瘋狂（—1989年，編劇）
- 妳好！淑女小琳（日语：レディ!!#ハロー！レディリン）（—1989年，編劇）
- 麵包超人（1988年—，編劇）

1989年
- 魔法使莎莉 (1989年版)（編劇）

1991年
- 千惠奮戰記 小麻煩千惠（—1992年，編劇）
- 青澀花園[5]（—1992年，編劇）

1992年
- 緞帶魔法姬（—1993年，編劇）
- 人小鬼大（—1994年，編劇）

1994年
- 小紅帽恰恰（—1995年，編劇）

1995年
- 伊沙米大冒險[注 1][6]（—1996年，編劇）

1996年
- 酷妹當家（—1997年，編劇）
- 玩偶遊戲（—1998年，編劇[7]）

1998年
- 萬能文化貓娘（編劇）
- 鄰家女孩 Miss Lonely Yesterday 在那之後的你…（編劇）
- 危險調查員（—1999年，編劇）

2000年
- 幽浮寶貝（—2002年，編劇[8]）
- 哈姆太郎（—2004年，編劇）

2001年
- 鄰家女孩 CROSS ROAD ～迷惘的十字路口～（編劇）

2002年
- 人造人009 THE CYBORG SOLDIER（編劇）
- 花田少年史（—2003年，編劇）

2003年
- 妮嘉尋親記[9]（—2004年，編劇）
- 鈴鐺貓娘Nyo（—2004年，編劇）
- 6/17秀逗美眉[10]（編劇）
- 戀愛小魔女（編劇[11]）

2004年
- 雙戀[12]（編劇）
- 校園迷糊大王（—2005年，編劇）

2005年
- I Only Want Happiness（編劇）
- 魔界女王候補生（—2006年，編劇）
- 雪之女王（—2006年，編劇）

2006年
- 校園迷糊大王 二學期（編劇）
- NANA[13]（—2007年，編劇）
- 神樣家族（編劇）
- 009-1（編劇）

2007年
- 交響情人夢[14]（編劇）
- 悲慘世界 少女珂賽特（編劇）
- 藍蘭島漂流記（編劇）

2008年
- 棒球大聯盟 4th season（編劇）
- 奇奇的異想世界（編劇）

2009年
- 源氏物語千年紀 Genji[15]（編劇）
- 奇奇的異想世界 新的家[16]（編劇）
- 棒球大聯盟 5th season（編劇）
- 只想告訴你[17]（編劇）

2010年
- 棒球大聯盟 6th season（編劇）
- 寶石寵物 Twinkle☆（編劇）

2011年
- 只想告訴你 2ND SEASON[17]（編劇）
- 魔法可比（日语：はっぴーカッピ）[18]（編劇）
- 歌之王子殿下 真愛1000%（編劇）
- 眾神中的貓神（編劇[19]）

2012年
- 超譯百人一首戀歌[20]（編劇）

2013年
- 成年女性的動畫時間「晚餐」（編劇）
- 歌之王子殿下 真愛2000%（編劇[21]）
- 神不在的星期天[22]（編劇）
- Super Seisyun Brothers -超青春姐弟s-[23]（編劇）

2014年
- 狐仙的戀愛入門（編劇）
- 諸神的惡作劇[24]（編劇）
- 閃爍的青春[25]（編劇）

2015年
- 那就是聲優！（編劇）
- 寶石寵物 魔法變身（編劇）
- Dance with Devils[26]（編劇）
- 見習神仙 秘密的心靈（編劇）
- 青年黑傑克（編劇）

2016年
- 超心動！文藝復興[27]（編劇）
- 歌之王子殿下 真愛Legend Star[28]（編劇）
- 我太受歡迎了，該怎麼辦？（編劇[29]）

2018年
- 冷然之天秤[30]（編劇）
- 妖怪旅館營業中[31]（編劇）

2021年
- 三角窗外是黑夜（編劇[32]）

2022年
- Love All Play[33]（編劇）（第7話為止）

2023年
- 傲嬌反派千金莉潔洛特與實況主遠藤同學及解說員小林同學[34]
- 冰屬性男子與無表情女子

2024年
- 如果30歲還是處男，似乎就能成為魔法師[35]
- 隔壁的妖怪鄰居（日语：となりの妖怪さん）

### 電影動畫
1979年
- 劇場版 加油!! 田淵!!（日语：がんばれ!!タブチくん!!#アニメ映画）

1980年
- 加油!! 田淵!! 激戰錦旗賽（日语：がんばれ!!タブチくん!!#がんばれ!! タブチくん!! 第2弾 激闘ペナントレース）
- 加油!! 田淵!! 啊ゝ緊張的生活（日语：がんばれ!!タブチくん!!#がんばれ!! タブチくん!! 初笑い第3弾 あゝツッパリ人生）
- 小誠（日语：まことちゃん#アニメ映画）

1982年
- 怪博士與機器娃娃：“吼唷唷！”宇宙大冒險（日语：Dr.SLUMP ほよよ! 宇宙大冒険）

1983年
- 福星小子：愛星球之戀（日语：うる星やつら オンリー・ユー）

1985年
- 福星小子3：情侶樂天派（日语：うる星やつら3 リメンバー・マイ・ラブ）

1986年
- 鄰家女孩2：再見的禮物
- 火鳥 鳳凰篇

1988年
- 福星小子 完結篇（日语：うる星やつら 完結篇）

1989年
- Hello Kitty的灰姑娘

1991年
- 福星小子：聖水奇緣（日语：うる星やつら いつだってマイ・ダーリン）

1999年
- 麵包超人：麵包超人與開心的夥伴們（日语：それいけ!アンパンマン 勇気の花がひらくとき#それいけ!アンパンマン アンパンマンとたのしい仲間たち）

2000年
- 麵包超人：人魚公主的眼淚（日语：それいけ!アンパンマン 人魚姫のなみだ）

2003年
- 麵包超人：紅寶的願望（日语：それいけ!アンパンマン ルビーの願い）
- 劇場版 哈姆太郎：哈姆哈姆大獎賽！極光谷的奇蹟

2004年
- 劇場版 哈姆太郎：哈姆太郎與不可思議的圖畫本高塔
- 麵包超人：夢貓王國的喵咪（日语：それいけ!アンパンマン 夢猫の国のニャニイ）

2005年
- 麵包超人：黑雪姬與受人喜愛的細菌人（日语：それいけ!アンパンマン ハピーの大冒険#それいけ!アンパンマン くろゆき姫とモテモテばいきんまん）

2006年
- 麵包超人：生命之星朵莉（日语：それいけ!アンパンマン いのちの星のドーリィ）

2007年
- 麵包超人：玻露的泡泡球

2008年
- 麵包超人：出差出差出差錯博士與細菌細菌細菌人

2009年
- 企鵝大冒險（日语：よなよなペンギン）

2010年
- 麵包超人：黑鼻子與魔法之歌（日语：それいけ!アンパンマン ブラックノーズと魔法の歌）

2012年
- 麵包超人：復活吧香蕉島

2013年
- 麵包超人：跳躍吧！希望的手絹（日语：それいけ!アンパンマン とばせ! 希望のハンカチ）

2015年
- 麵包超人：咪嘉和魔法神燈（日语：それいけ!アンパンマン ミージャと魔法のランプ）

2018年
- 麵包超人：閃耀吧！庫倫與生命之星（日语：それいけ!アンパンマン かがやけ!クルンといのちの星）

2025年
- 凡爾賽玫瑰[36]

### OVA
- Rumic World 火焰之旅
- Rumic World 2 The 超女
- Rumic World 3 微笑標的
- 1磅的福音
- 火鳥 宇宙篇
- 火鳥 大和篇
- 萬能文化貓娘 DASH！
- 玻璃假面 ～擁有千張假面的少女～
- 我不是天使（日语：天使なんかじゃない）
- 妖精王（日语：妖精王）
- 娃娃★愛你（日语：ベイビィ★LOVE）
- Good Morning Call愛情起床號
- 小雞之戀[注 2]
- 魔法巧克力專門店（日语：ショコラの魔法#OVA）

### 網路動畫
- 只想告訴你 3RD SEASON（2024年，編劇[37]）

### 電視劇
- 白鳥麗子是也！（日语：白鳥麗子でございます!）（1989年，TBS）

### 作詞
- （《怪博士與機器娃娃》插入歌）
- （《怪博士與機器娃娃》）
- （《怪博士與機器娃娃》）

### 著書
- 小說
  - 福星小子
  - 人造人009 超銀河傳說
  - 超人洛克（日语：超人ロック）
  - 明天的約定
  - 人魚之森
  - 小說犬夜叉
  - DEAR BOYS The Girls' day
  - 小說帕塔里洛（日语：パタリロ!）
  - 雙戀 ～雙胞胎的季節～
  - 妮嘉尋親記 16歳的啟程[38]
- 千金作家 春菜之事件簿（日语：お嬢さま作家・春菜の事件簿）系列
  - 倫敦塔之謎
  - 好萊塢大道之謎
  - 香港旅遊之謎
  - 奈良大佛之謎
- 中華名人周洛克·福爾摩斯：香港豪華旅遊謀殺案 ISBN 4915804119

## 腳註

## 相關項目
- 日本小說家列表（日语：日本の小説家一覧）
- 推理作家列表（日语：推理作家一覧）
- 日本動畫師列表（日语：アニメ関係者一覧）

## 外部連結
- （日語）（2010年11月25日存於檔案館）
- 金春智子的X（前Twitter） （日語）